# Universidade Estatal de Cazã
A Universidade Estatal de Cazã (região do Volga) (em russo:  Казанский (Приволжский) федеральный университет) é uma instituição de ensino superior localizada em Cazã, na República do Tartaristão, Rússia. É a principal universidade pública da cidade. Foi fundada em 1804 com a denominação Universidade Imperial de Cazã.

## Ex-alunos ilustres
- Liev Tolstói[2]
- Nikolai Lobachevsky matemático que desenvolveu a geometria Hiperbólica.[3]
- Aleksandr Butlerov criou a teoria da estrutura química das substâncias orgânicas. [4]